# Jaunjelgava
Jaunjelgava wymowaⓘ (niem. Friedrichstadt, pol. (dawniej) Frydrychsztat) – miasto nad Dźwiną w środkowej Łotwie, na terenie historycznej Semigalii. W latach 2009–2021 siedziba novadsu Jaunjelgava.
Miasto założył w 1630 roku książę Fryderyk Kettler i od niego otrzymało nazwę w 1646 r.
Podczas okupacji hitlerowskiej, w lipcu roku Niemcy utworzyli getto dla żydowskich mieszkańców. Przebywało w nim około 560 osób. W sierpniu 1941 roku Niemcy ostatecznie zlikwidowali getto, a Żydów zamordowano na cmentarzu Totanskoe w lesie przy drodze do Bauska. Sprawcami zbrodni byli Łotysze z Rygi z tzw. komando Arajsa oraz kompania miejscowej „samoobrony”. Miejscową kompanią dowodził Andrejs Ikaunieks oraz komendant komisariatu policji Oskars Balodis. 